# Syzygium vaccinifolium
Syzygium vaccinifolium är en myrtenväxtart som beskrevs av Elmer Drew Merrill. Syzygium vaccinifolium ingår i släktet Syzygium och familjen myrtenväxter.
Artens utbredningsområde är Filippinerna. Inga underarter finns listade i Catalogue of Life.